# Sam Hubbard
Sam Hubbard (Cincinnati, Ohio, 29 de junio de 1995) es un jugador profesional estadounidense de fútbol americano que se desempeña en la posición de defensive end en Cincinnati Bengals, equipo de la National Football League (NFL).

## Carrera
Fue seleccionado en la tercera ronda en la Reunión Anual de Selección de Jugadores de la NFL de 2018. Hizo su debut profesional con el equipo Cincinnati Bengals, donde jugó durante siete temporadas.
Anunció su retirada del futbol americano profesional el 5 de marzo de 2025.